# Serolina orriella
Serolina orriella är en kräftdjursart som beskrevs av Gary C.B. Poore1987. Serolina orriella ingår i släktet Serolina och familjen Serolidae. Inga underarter finns listade i Catalogue of Life.